# Pulsstrahltriebwerk

Schema eines Verpuffungsstrahltriebwerks (links) und einer fliegenden Bombe V1 (rechts)

Das Pulsstrahltriebwerk, z. T. auch als Pulsrohr, Pulso-Schubrohr, Pulso-Triebwerk oder Verpuffungsstrahltriebwerk bekannt, ist ein Strahltriebwerk.

## Geschichte
Die historischen deutschen Bezeichnungen für diesen Antrieb sind Schmidt-Rohr, Argus-Rohr oder auch Argus-Schmidt-Rohr, benannt nach der Berliner Motorenfirma Argus und dem Münchner Erfinder Paul Schmidt. Das Argus-Schmidt-Rohr vom Typ Argus As 014 war der Antrieb für die im Zweiten Weltkrieg eingesetzten „fliegenden Bomben“ Fieseler Fi 103 (V1). Der Vorteil dieses Antriebskonzepts liegt in der einfachen und kostengünstigen Fertigung; der wesentliche Nachteil ist die geringe Lebensdauer der Flatterventile (ca. 15 bis 60 Minuten), da sie hohen thermischen Belastungen ausgesetzt sind.

## Arbeitsweise
Pulsstrahltriebwerke arbeiten intermittierend (pulsierend, nicht-kontinuierlich). Das generelle Arbeitsprinzip, das in vier Phasen A bis D unterteilt werden kann, zeigt die Illustration rechts. Das Triebwerk kann auch bei geringen Fluggeschwindigkeiten oder im Stand betrieben werden.
- Ein Pulstriebwerk wird gestartet, indem durch die Blattfeder-Einlassventile (Flatter- oder Jalousieventile)  Frischluft in das Triebwerk gelangt und diese mit Kraftstoff in der Brennkammer vermischt wird – auch Initialzustand genannt → Zustand A).
- Eine Zündkerze entzündet das Brennstoff-Luft-Gemisch, die Verbrennung erzeugt einen schnellen Druckanstieg. Dadurch schließen die Jalousieventile (der Druck hinter ihnen ist größer als vor ihnen) → Zustand B.
- Das expandierende Gas entleert sich durch das Schubrohr nach hinten → Zustand C.  Nachdem sich der Überdruck abgebaut hat, bricht die Gasströmung aufgrund ihrer Trägheit nicht sofort ab, sondern erzeugt einen leichten Unterdruck in der Brennkammer → Zustand D.
- Der Unterdruck in der Brennkammer öffnet die Jalousieventile nun wieder und neue Frischluft zieht nach. Bei geringer Fluggeschwindigkeit erfolgt evtl. auch eine schwache Rückströmung des verbrannten Gases und/oder ein Nachströmen von Frischluft von hinten – Zustand D. Bei erneutem Einspritzen von Treibstoff beginnt der Ablauf im Triebwerk erneut: Das Frischluft/Treibstoff-Gemisch entzündet sich (ohne Fremdzündung) an den heißen Restgasen D und an der heißen Rohrwandung; der schnelle Druckanstieg der Verbrennung schließt die Jalousieventile wieder → Zustand B.

Unabhängig davon, ob Treibstoff kontinuierlich eingespritzt wird oder nur zu dem Zeitpunkt, zu dem Frischluft verfügbar ist, zündet das Gasgemisch periodisch, sobald es zündfähig ist (ausreichend Frischluft sowie Treibstoff vorhanden), da heiße Restgase oder die heiße Rohrwandung stets ausreichend Zündenergie bereitstellen.
Sowohl der Flammenrücklauf als auch das Nachsaugen von Frischluft („von hinten“) am Auslass-/Schubrohr kann die Leistungsfähigkeit (Schub) deutlich beeinflussen. Außerdem strömt auch während der Auffüllphase und während der Verbrennung ein Teil der Gasmasse nach hinten ab, da das Triebwerk nach hinten stets offen ist. Das frische Gasgemisch entzündet sich ohne Fremdzündung periodisch an den heißen Restgasen und an der heißen Rohrwandung.
Beim Anlassen des Triebwerks wird der pulsierende Triebwerksprozess meist durch Einblasen von Druckluft mit Frischluft versorgt. Auch wird manchmal das Triebwerk samt Fluggerät auf einem Startkatapult durch die Luft bewegt, und der Fahrtwind sorgt für Frischluft. Das Triebwerk kann aber auch (durch bestimmte Auslegung der Treibstoffversorgung bei größeren Triebwerken) ohne Druckluft, nur mit Hilfe von Frischluftinduktion in Betrieb gesetzt werden. 
Charakteristisch für Pulsstrahltriebwerke sind die große Lärmentwicklung (die sich oft in einem tiefen Brummton äußert), der hohe Brennstoffverbrauch, hohe Wandungstemperaturen (~1000 °C, je nach Triebwerksgestaltung und Materialstärke rot-orange und sogar bis ins Gelbe hinein glühender Stahl) und eine sehr geringe Laufzeit aufgrund der begrenzten Lebensdauer der Flatterventile, sodass sie für bemannte Luftfahrzeuge bis in die heutige Zeit ungeeignet sind.
Ein Pulsstrahltriebwerk arbeitet im Allgemeinen in akustischer Resonanz zwischen Brennraum und Abströmrohr, die den geometrischen Abmessungen der beteiligten Rohrabschnitte entspricht.

## Anwendung

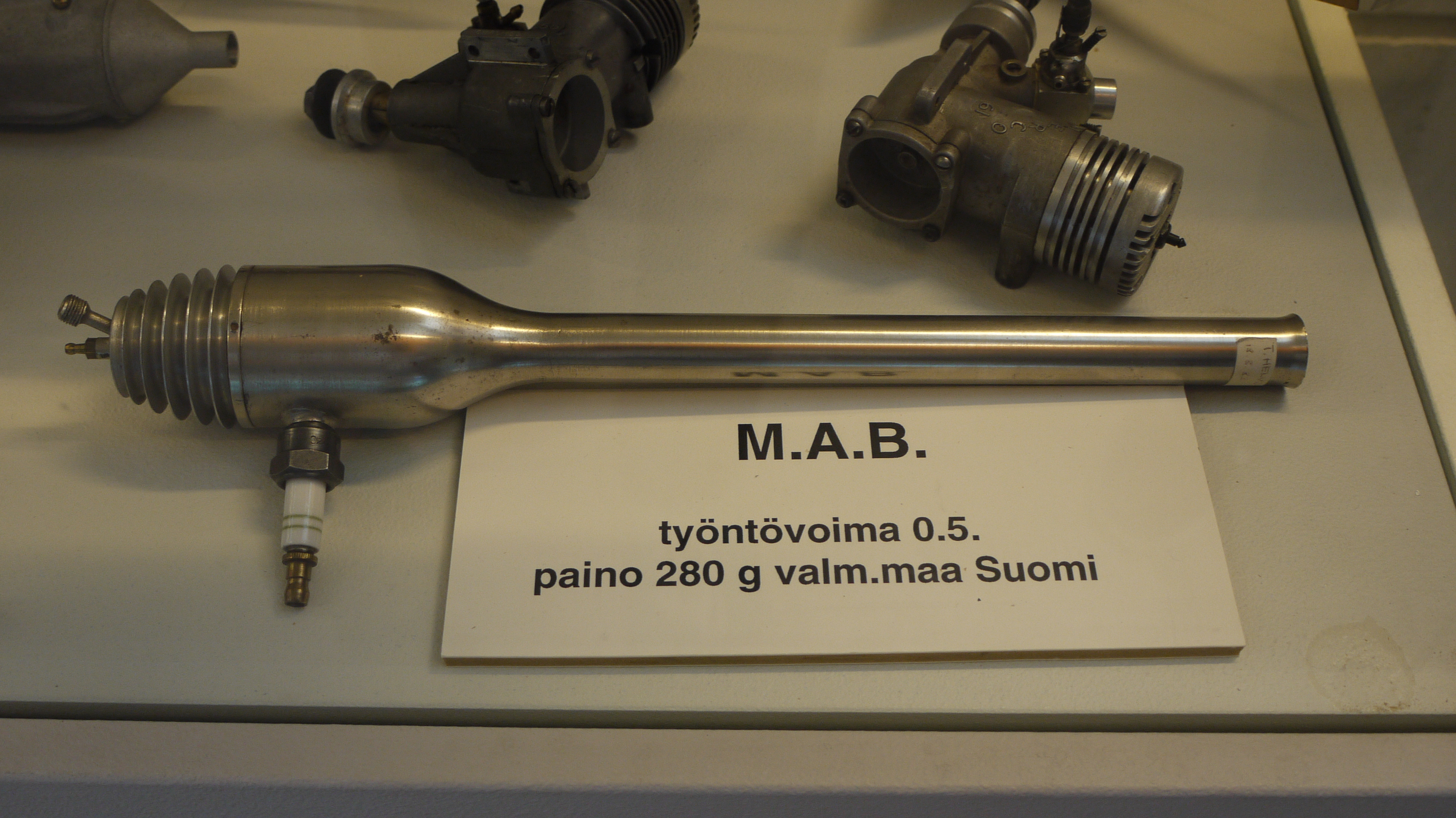
Pulsstrahltriebwerk für Flugzeugmodelle im Museum

Die wohl bekannteste Verwendung dieser Triebwerksbauweise war der Antrieb der Fieseler Fi 103 (V1) in der Spätphase des Zweiten Weltkriegs, weniger bekannt ist die Einplanung dieser Triebwerksart in einige Flugzeuge wie das nicht realisierte Konzept des Erdkampfflugzeugs Henschel PJ 600/67 1941/1942. Anfang der 1950er stellte Ford in den USA einige „Fieseler-Ableger“ in Serienproduktion her. Abgewandelte Triebwerke wurden als sogenannte Schwingfeuerheizungen bekannt. Bis in die 1980er Jahre wurden diese Heizgeräte für Fahrzeuge der Bundeswehr und des Katastrophenschutzes eingesetzt. Einfache Triebwerke werden mitunter experimentell von Hobbybastlern oder zum Antrieb von Modellflugzeugen verwendet. Zur Anwendung bei militärischen  Drohnen wurden in den 2010er Jahren laufende Weiterentwicklungen bekannt.

## Ventillose Triebwerke

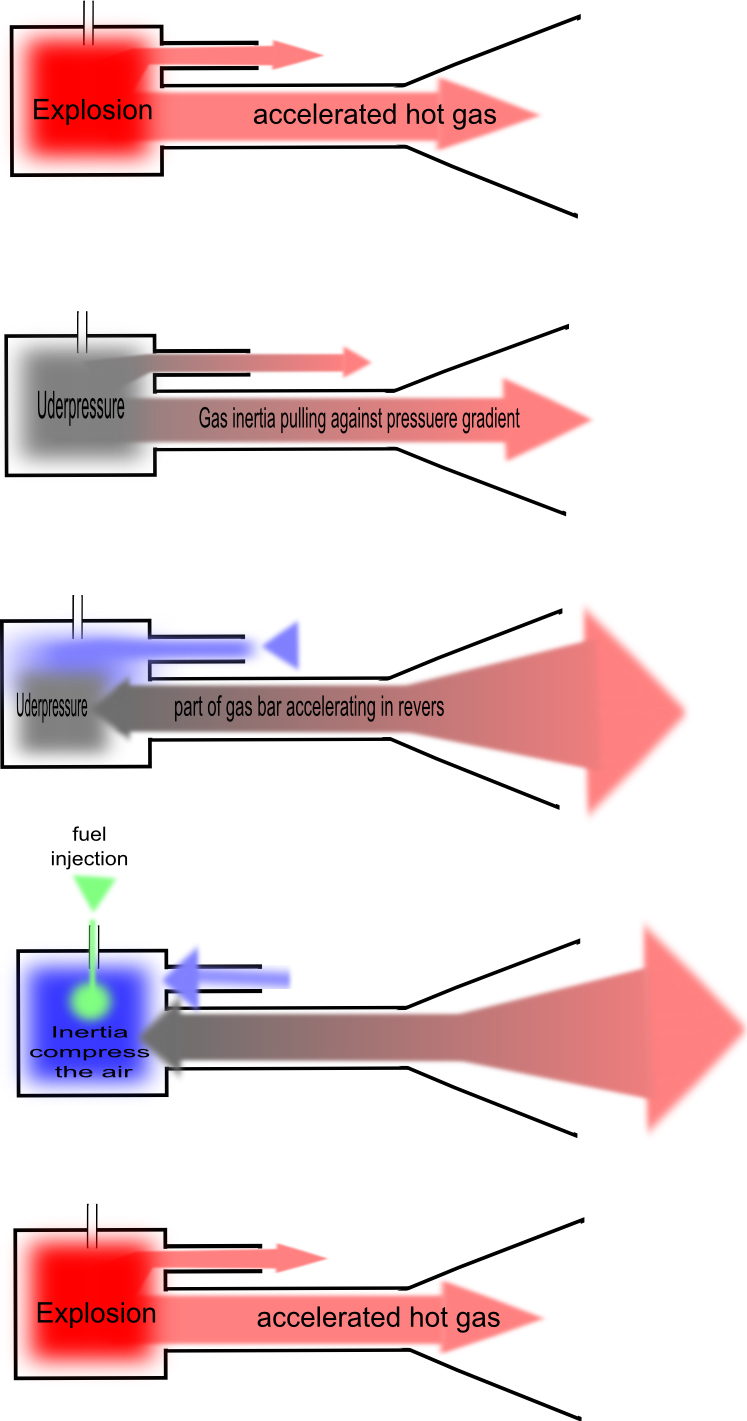
Ablauf in einem ventillosen Triebwerk

Schon in den 1940er und 1950er Jahren gab es umfangreiche Studien und Versuche, ventillose Verpuffungsstrahltriebwerke zu bauen. Diese gingen auf die fluidischen Ventile zurück, die Nikola Tesla in den 1920er Jahren entworfen hatte. Hierbei werden die Flatterventile durch „aerodynamische Ventile“ ersetzt, d. h., es gibt keinerlei bewegte Teile, das Triebwerk besteht im Wesentlichen nur aus taillierten Rohrstücken. Das „Einlassventil“ ist dabei einfach ein Rohrstück, welches der Verpuffungs-Expansion mehr Widerstand bietet als das Strahlrohr und somit eine Vorzugsrichtung bewirkt.

Als Beispiele sind die „Escopette“ und „Ecrevisse“ der Firma SNECMA oder die US-amerikanischen Konstrukteure Lockwood und Hiller („Lockwood(-Hiller) type jet engine“) zu nennen. Ab Mitte der 1950er Jahre wurden diese Ansätze aber endgültig durch Fest- und Flüssigtreibstoff-Raketen, durch Staustrahltriebwerke oder durch Strahltriebwerke verdrängt.

## Pulse Detonation Engine
Aktuell werden wieder eine Reihe von Forschungen im Bereich der ventillosen Verpuffungsstrahltriebwerke durchgeführt, insbesondere an solchen, in denen der Verbrennungsvorgang nicht in Form einer Verpuffung, sondern als wesentlich intensivere Detonation abläuft. Diese Bauweise, auch pulse detonation engine (PDE) genannt, verspricht neben den hohen Geschwindigkeiten eines Überschall-Staustrahltriebwerks zusätzlich einen höheren Wirkungsgrad bei der Treibstoffumsetzung, da eine explosionsartige Verbrennung ergiebiger ist als eine kontinuierliche. Die komplexen thermodynamischen Verhältnisse bei der Verbrennung lassen sich aber nur schlecht durch Strömungssimulation berechnen.
Mit hoher Frequenz (>1000 Hz) betriebene PDE versprechen auch bei niedrigen Geschwindigkeiten bessere Treibstoffausnutzung, was in Zeiten steigender Energiepreise erhebliche Einsparmöglichkeiten gegenüber Turbojets bedeutet. Daher haben nun auch Pratt & Whitney und General Electric eigene Forschungen an der PDE-Technik begonnen.
Eine Variante sind PDRE – Pulsed Detonation Rocket Engine –, die wie bei herkömmlichen Flüssigtreibstoffraketen Oxidator und Brennstoff mischen, diesen aber nicht kontinuierlich verbrennen, sondern ebenfalls pulsweise zur Explosion bringen. Der mögliche Wirkungsgradgewinn von 5 bis 10 Prozent wäre angesichts der hohen Kosten für den Weltraumtransport von Nutzlasten sehr attraktiv.